# Trans Europa Express (album)
Trans Europa Express er et album af den tyske gruppe Kraftwerk. Albummet udkom i 1977, og er (i lighed med Kraftwerks andre albums) indspillet i Klingklang Studio i Düsseldorf.
Musikstilen er elektronisk, og albummet betegnes som et af de vigtigste i den tidlige elektroniske musik.
Albummet indeholder følgende numre/sange:
1. Europa Endlos (9.35)
2. Spiegelsaal (7.50)
3. Schaufensterpuppen (6.10)
4. Trans Europa Express (6.40)
5. Metall auf metall (2.10)
6. Abzug (4.42)
7. Franz Schubert (4.25)
8. Endlos endlos (0.45)

Numrene "Trans Europa Express", "Metall auf metall" og "Abzug" udgør et samlet musikstykke på 13:32 min. – dette samlede musikstykke betegnes ofte blot som Trans Europa Express. Musikstykket er samtidig albummets mest kendte.
Albummet er tilige udgivet i en engelsk version under titlen Trans Europe Express. På den engelske version findes nummeret Abzug dog ikke. Hvor det samlede musikstykke Trans Europa Express på den tyske udgave består af tre numre (Trans Europa Express, Metall auf metall og Abzug), består samme musikstykke på den engelske dog kun af Trans Europe Express og Metal on metal. De to musikstykker er dog identiske, og har samme længde – på det engelske album er Metall auf metall og Abzug blot slået sammen til ét nummer: Metal on metal.
Tracklisten på den engelske udgave ser derfor således ud: 
1. Europe Endless (9.41)
2. Hall of Mirrors (7.54)
3. Showroom Dummies (6.13)
4. Trans-Europe Express (6.52)
5. Metal on Metal (6.44)
6. Franz Schubert (4.25)
7. Endless, Endless (0.56)

## Albummmets navn
Trans Europ Express (TEE) var navnet på et europæisk lyntog. der kørte på en række europæiske ruter i perioden fra 1957 til 1995. Aftageren for TEE er det nuværende EuroCity.